# Quintanilla San García
Quintanilla San García és un municipi de la província de Burgos a la comunitat autònoma de Castella i Lleó. Forma part de la comarca de La Bureba. Limita al nord amb Vallarta, al sud amb Quintanaloranco, a l'est amb Cerezo de Río Tirón i a l'oest amb Briviesca.

## Demografia
| 1991 | 1996 | 2001 | 2004 |
| ---- | ---- | ---- | ---- |
| 144  | 120  | 100  | 98   |